# Palamídi
Palamídi är ett slott i Grekland.   Det ligger i prefekturen Nomós Argolídos och regionen Peloponnesos, i den södra delen av landet, 90 km sydväst om huvudstaden Aten. Palamídi ligger 2 meter över havet.
Terrängen runt Palamídi är kuperad åt sydost, men åt nordväst är den platt. Havet är nära Palamídi åt sydväst. Runt Palamídi är det tätbefolkat, med 257 invånare per kvadratkilometer. Närmaste större samhälle är Nafplion, 0,50 km öster om Palamídi. Trakten runt Palamídi består till största delen av jordbruksmark.